# 北水郡
北水郡，中国南北朝时设置的郡。
南朝宋末置北水郡，南朝齐属梁州。治所在今四川省南江县西南。南朝梁天监四年（505年）汉中被北魏占领，北水郡改属巴州。普通六年（525年）在北水郡置难江县。治所在今四川南江县南八庙场。辖境相当今四川省巴中市以北地区。承圣三年（554年），西魏占领北水郡，西魏废北水郡，难江县属集州平桑郡。